# Ittersum (dorp)
Ittersum is een voormalig gehucht dat behoorde tot de gemeente Zwollerkerspel, die in 1967 werd opgeheven. Ittersum is opgeslokt door Zwolle en is een wijk (CBS wijknummer 51) in Zwolle-Zuid met (anno 2011) 15.230 inwoners. In deze wijk liggen de buurten Geren, Oud Ittersum, Gerenlanden, Gerenbroek, Ittersumerlanden en Ittersumerbroek.
Van 1891 tot 1918 had Ittersum een eigen halte aan de spoorlijn Arnhem - Leeuwarden, de stopplaats Ittersum.
Ittersum heeft ook een eigen voetbalclub, v.v. SVI (Sport Vereniging Ittersum), waar voormalig profvoetballer Harry Decheiver hoofdtrainer was.